# Animetal
Animetal foi uma banda japonesa de heavy metal fundada em 1996, especializada em versões cover de canções clássicas de séries de televisão anime e tokusatsu japonesas.
Eizo Sakamoto, que nos anos 80 foi vocalista da banda Anthem, foi o líder da banda.

## História
No fim de 1996 o vocalista Eizo Sakamoto durante uma conversa entre os produtores Yoshio Nomura e Yorimasa Hisatake (que depois seria o produtor do Animetal), a seguinte ideia veio à tona: "Por que não misturar canções de anime com metal?" E então o conceito do Animetal foi criado.A ideia de fazer uma banda que tocasse apenas músicas clássicas de animes e séries japonesas em forma de Heavy Metal,por isso o nome da banda,ou seja,ele pegava as letras dos animes que os japoneses já sabiam de cor e colocava  um som pesado em cima,as vezes até fazia versões de músicas com riffs clássicos de bandas famosas como:Deep Purple, Iron Maiden, Yngwie Malmsteen e Metallica.
Como a ideia além de pioneira era novidade para a época a banda logo começou a fazer muito sucesso em todo país e mania Animetal se espalhou.
Em outubro, o vocalista Eizo Sakamoto lançou o primeiro single, "ANIMETAL", no selo Fun House. Primeiramente, esperava-se que o CD seria popular apenas com aqueles que fossem fãs de músicas de anime, porém mais de 50.000 cópias foram vendidas rapidamente.
Em 1997 a banda fez sua estreia pela Sony Music com alguns novos e famosos integrantes na sua formação: She-Ja (ex GARGOYLE) na guitarra, TAKE-SHIT (COCOBAT) no baixo, KATSUJI (GARGOYLE) na bateria e ainda Eizo Sakamoto no vocal. A banda, então, gravou seu segundo single: "This is Animetal".
O álbum seguinte trouxe outra formação que iria durar por alguns anos: Eizo Sakamoto nos vocais, She-Ja na guitarra e MASAKI (ex Jacks'n Joker) no baixo. Yasuhiro Umezawa (ex REACTION, ex Jacks'n Joker) também tocou bateria no grupo por um pequeno período antes de se retirar.
Em março, o "Animetal Marathon", seu primeiro álbum, alcançou o 9o lugar no ranking da Oricon e 300 000 cópias foram vendidas. Em maio o conceito evoluiu com a chegada de Mie (ex Pink Lady) como vocalista feminina e o lançamento do single "Animetal Lady".
O show de estreia é registrado em vídeo e lançado em vhs, o nome do registro é Animetalive.
Em dezembro do mesmo ano, eles gravaram a música "Towa no Mirai", sua primeira música que não era um cover, como tema de encerramento para o bem-sucedido anime Rurouni Kenshin.
Em 1998 o fenômeno do Animetal rompeu os limites do Japão para lançar "This is Japametal Marathon" em sete países da Ásia, incluindo Taiwan, China e Singapura.
No dia 31 de março a banda grava o show em video, no Nissin Power Station, marcando o lançamento de seu segundo álbum, Animetal Marathon 2.
Em 1999, depois de ter feito 150 covers, a banda decidiu entrar em hiatus e realizou seu último show no dia 31 de julho de 1999.
No entanto, em 2001, mesmo com os integrantes tendo projetos paralelos (Eizo voltou para o ANTHEM quando o grupo foi revivido e Masaki fez uma banda chamada CANTA), eles decidiram voltar para um show chamado Animetal ALIVE 2001, seguido pelo lançamento do "Animetal Marathon IV" pelo selo Avex. Apesar do sucesso do retorno, She-Ja deixou a banda em 2002.
Syu, um jovem gênio da guitarra, conhecido como um dos melhores guitarristas da cena musical do Japão e membro das bandas GALNERYUS e AUSHVITZ, juntou-se ao Animetal em 2003. Eles gravaram o quinto "Animetal Marathon" que incluiu canções de vários animes mundialmente famosos como Saint Seiya e Evangelion.
Em 2006 o Animetal realizou um show de despedida em Paris e, novamente, entraram em hiatus para que seus membros possam dedicar-se totalmente a seus projetos paralelos.

### Singles
No dia 26 de Outubro de 1996 sai o primeiro single chamado Animetal. Quem gravou o single foi Eizo Sakamoto nos vocais, Yasufumi Shinozuka na guitarra, You Okamura no baixo e Devil Miyamoto na bateria. Em 1 de fevereiro de 1997 sai o segundo single chamado This is Animetal,  Quem gravou o single foi Eizo Sakamto nos vocais, Kihebi Kabane "She-ja" na guitarra, Take-Shit no baixo e Katsuji Kirita na bateria.
Em 21 de maio de 1997 é lançado o single Tokusatsu de Ikou!,que tinha apenas as músicas do seriado popular japonês Kamen Rider. Quem gravou esse álbum foi Eizo Sakamto nos vocais, Kihebi Kabane "She-ja" na guitarra, Masaki no baixo e Yasuhiro Umezawa na bateria.
Em 21 de maio de 1997 também é lançado um single especialmente para o público feminino,Animetal Lady Sanjou!, que é um álbum somente com músicas de animes femininos. Esse disco é cantado somente pela vocalista Mie, quem gravou a guitarra foi She-ja, o baixo foi Masaki e a bateria foi Yasuhiro Umezawa.
Em 21 de julho de 1997 sai o single Animetal Summer. Quem gravou o álbum foi Eizo Sakamto nos vocais, Kihebi Kabane "She-ja" na guitarra, Masaki no baixo e Munetaka Higuchi na bateria.
Em 21 de agosto de 1997 é lançado o single Animetal Lady Kenzam. Quem gravou o álbum foi Mie nos vocais, She-ja na guitarra, Masaki no baixo e Katsuji Kirita na bateria e Rei Atsumi no teclado.
Em 21 de setembro de 1997 sai o single Sentimetal, e quem gravou foi Eizo Sakamto nos vocais, Kihebi Kabane "She-ja" na guitarra, Masaki no baixo e Munetaka Higuchi na bateria.
Foram também lançados dois singles especiais e em versões muito limitadas no fim de 1997. São eles:'Shukuteki Kenzan!, e The Juupongatana. Ambos os singles foram gravados por Eizo Sakamto nos vocais, Kihebi Kabane "She-ja" na guitarra, Masaki no baixo e Katsuji Kirita na bateria.
Em 21 de novembro de 1997 sai o single Towa no Mirai. Quem gravou foram Eizo Sakamto nos vocais, Kihebi Kabane "She-ja" na guitarra, Masaki no baixo, Katsuji Kirita na bateria e Hiroyuki Nanba no teclado.
Em 21 de fevereiro de 1998 sai o single Yuuki no Arashi, o primeiro com versões de músicas ao vivo, que são:Tatakae!Casshern e Getter Robo, além da música Yuuki no Arashi em versão de estúdio. Quem gravou o álbum foi Eizo Sakamto nos vocais, Kihebi Kabane "She-ja" na guitarra, Masaki no baixo, na música de estúdio o baterista foi Shinki, nas músicas ao vivo o baterista foi Yasuhiro Umezawa.
Em 23 de junho de 2004 é lançado o single The Animetal Re-birth Heroes, gravado por  Eizo Sakamoto nos vocais, Syu na guitarra, Masaki no baixo e Katsuji na bateria.
Em 2006 é lançado o single especial em poucas edições chamado For The Bravehearts Only!,gravado por por  Eizo Sakamoto nos vocais,Syu na guitarra,Masaki no baixo e Katsuji na bateria.

### Álbuns
Com o sucesso absoluto dos 2 primeiros singles, o primeiro e aclamado álbum intitulado Animetal Marathon sai no dia 21 de março de 1997, contendo 38 faixas, uma interligada na outra. Quem gravou o álbum de estreia foi Eizo Sakamto nos vocais, Kihebi Kabane "She-ja" na guitarra, Masaki no baixo e Yasuhiro Umezawa na bateria. Logo após, inicia-se uma grande turnê de divulgação no Japão e todos os shows foram feitos com casa cheia. Foi registrado um vídeo chamado Animetalive, gravado em 23 de março de 1997 e lançado em 21 de maio do mesmo ano. Apesar de o video ter sido editado e conter somente 11 faixas e cerca de 40 minutos de duração, ele teve uma vendagem excelente na época. 
A versão completa desse show está no cd Animetal First Live!.
Os membros desse show foram: Eizo Sakamoto nos vocais, Kihebi Kabane "She-ja" na guitarra, Masaki no baixo e Yasuhiro Umezawa na bateria (Além da participação especial da vocalista Mie nas músicas do Animetal Lady). No dia 21 de Abril de 1997 é lançado o álbum Animetal Marathon no Karoke, também com vendagem muito expressiva.
Em 21 de fevereiro de 1998 sai o segundo álbum de músicas originais, intitulado Animetal Marathon II-Tokusatsu Hen. O álbum tem 40 faixas e foi gravado por Eizo Sakamto nos vocais, Kihebi Kabane "She-ja" na guitarra, Masaki no baixo e Katsuji Kirita na bateria.
Em 21 de fevereiro de 1998 também é lançado o álbum Animetal Lady Marathon, com Mie nos vocais, She-ja na guitarra, Masaki no baixo, Shinki na bateria e Rei Atsumi no teclado. Em 21 de março de 1998 saem simultaneamente os álbuns Animetal Marathon II no Karaoke e Animetal Marathon Lady no Karaoke. Em meados de 1998 é lançada a coletânea This is Japanimetal Marathon.
Em 21 de maio de 1998 é lançado álbum Animetal no Best, que é uma coletânea com os 10 singles/EP da banda lançados até o momento. Em 21 de novembro de 1998 é lançado Animetal Marathon III~Tsuburaya Pro Hen, contendo 34 faixas. Quem gravou o álbum foi Eizo Sakamto nos vocais, Kihebi Kabane "She-ja" na guitarra, Masaki no baixo e Katsuji Kirita na bateria.
Depois de quase 1 ano sem lançar nada, em 1 de outubro de 1999, saem simultaneamente os álbuns Complete First Live e Complete Last Live, ambos gravados por gravado por Eizo Sakamto nos vocais, Kihebi Kabane "She-ja" na guitarra, Masaki no baixo, 
Yasuhiro Umezawa (bateria) no First e 
Katsuji Kirita (bateria) no Last, além de Mie.
Depois a banda parou as atividades por cerca de 2 anos, retornando no fim de 2001 e lançando o álbum Animetal Marathon IV, no dia 12 de setembro de 2001. Quem gravou o álbum foi Eizo Sakamoto nos vocais,She-ja na guitarra,Masaki no baixo e Katsuji na bateria.Mitsuo Takeuchi,Nov e Miyui também gravaram os vocais do álbum.
No dia 10 de abril de 2002 é lançado o álbum Animetal Marathon Lady II, gravado por Mie no vocal, Marty Friedman na guitarra, Masaki no baixo e Katsuji na bateria.
É gravado no On Air West,em meados de 2002 o video Animetal The Fourth Marathon, lançado no dia 29 de novembro de 2002. Quem gravou o video foi Eizo Sakamoto nos vocais, She-ja na guitarra, Masaki no baixo, Junuchi Satou na bateria, Mie no vocal (Animetal Lady) e Kouichi Seiyama nos teclados (Animetal Lady).
Em 25 de junho de 2003 é lançado o álbum Animetal Marathon V, gravado por Eizo Sakamoto nos vocais, Syu na guitarra, Masaki no baixo e Katsuji na bateria. No dia 22 de fevereiro de 2002 é gravado o video Animetal The Psycho Marathon, no Clubb Citta em Kawasaki. O DVD é lançado no dia 23 de junho de 2004. Além do dvd ser triplo, o box ainda continha 2 CDs de áudio do show de Osaka, mais um CD do Animetal Marathon V no Karaoke. A banda era Eizo Sakamoto (vocal), Syu (guitarra), Masaki (baixo), Katsuji (Bateria) e Mie (vocal/Animetal Lady).
Em 22 de setembro de 2004 é lançado o álbum Animetal Marathon VI, contendo 42 faixas. O álbum foi gravado por  Eizo Sakamoto nos vocais, Syu na guitarra, Masaki no baixo e Katsuji na bateria. No dia 21 de outubro de 2005 é lançado o álbum Animetal Marathon VII-Tatakae! Metal Hero, com 43 faixas e gravado por por  Eizo Sakamoto nos vocais, Syu na guitarra, Masaki no baixo e Katsuji na bateria.
Em 2 de agosto de 2006 é lançado o álbum Decade Of Bravehearts,contendo 14 faixas,mas dessa vez com as músicas tocadas na íntegra,não só a primeira parte,quem gravou o álbum foi Eizo Sakamoto nos vocais,Syu na guitarra,Masaki no baixo,Katsuji (12 músicas) e Junichi Satou(2 músicas) na bateria.

### Encerramento das atividades
È feito um show de despedida especial pela primeira vez fora do Japão,dia 17 de junho de 2006 em Paris,França a banda é ovacionada pelos milhares de fãns,inclusive existe até um video bootleg desse show,quem fez o show foi Eizo Sakamoto (vocais),Syu (guitarra),Masaki (baixo) e Junichi Satou (bateria).
Em dezembro 2006 a banda anuncia que vai encerrar as atividades,porque Eizo ia se dedicar somente a sua carreira solo e a sua outra banda Anthem,Syu também disse em seu site que ia se dedicar a sua banda Galneryus,mas antes lançam o video Songs For Everlasting Future,lançado dia 21 de dezembro de 2006,gravado em Zepp,Tokyo,quem fez o show de despedida foi Eizo Sakamoto nos vocais,Syu na guitarra,Masaki no baixo e Junichi Satou na bateria.

## Integrantes
- Eizo Sakamoto - vocalista (1996-2006)
- Syu - guitarrista (2003-2006)
- Masaki - baixista (1997-2006)
- Katsuji - baterista (1997-1999, 2004-2006)
- Mie - vocalista Animetal Lady (1997-2002)

### Ex-Membros
- She-ja (guitarra) (1997-2002)
- Marty Friedman (guitarra) (Animetal Lady Marathon II) (Animetal Marathon III)
- Yasufumi Shinozuka (guitarra) (Animetal - 1996)
- You Okamura (baixo) (Animetal - 1996)
- Take-Shit (baixo) (This is ANIMETAL - 1997)
- Devil Miyamoto (bateria) (Animetal - 1996)
- Junichi Satou (bateria) (Animetal The Fourth Marathon - 2002) (Songs For Everlasting Future - 2006), (Decade Of Bravehearts (somente duas faixas) - 2006)
- Yasuhiro Umesawa (bateria) (Animetal Marathon - 1997),(Animetalive - 1997),(Tokusatsu de Ikou! - 1997),(Animetal Lady Sanjou! - 1997),(Yuuki no Arashi - 1998,somente nas músicas ao vivo)
- Munetaka Higuchi (bateria) (Animetal Summer - 1997),(Sentimetal - 1997)
- Shinki (bateria) (Yuuki no Arashi - 1998),(Animetal Lady Marathon - 1998) (Fifith Marathon Tour) (Sixth Marathon Tour)
- Rei Atsumi (teclado) (Animetal Lady Kenzam - 1997),(Animetal Lady Marathon - 1998)
- Hiroyuki Nanba (teclado) (Towa no Mirai - 1997)
- Kouichi Seiyama (teclado) (Animetal The Fourth Marathon - 2002)

## Discografia

### Álbuns
- 1997 - Animetal Marathon
- 1998 - Animetal Marathon II~Tokusatsu Hen~
- 1998 - This is JAPANIMETAL MARATHON
- 1998 - Animetal no Best
- 1998 - Animetal Marathon III~Tsuburaya Pro Hen~
- 1998 - Animetal Marathon Lady
- 1999 - Complete First Live
- 1999 - Complete Last Live
- 2001 - Animetal Marathon IV
- 2002 - Animetal Marathon Lady II
- 2003 - Animetal Marathon V
- 2004 - Animetal Marathon VI
- 2005 - Animetal Marathon VII~Tatakae! Metal Hero~
- 2006 - Decade of Bravehearts

### Single (EP)
- 1996 - Animetal
- 1997 - This is Animetal
- 1997 - Tokusatsu de Ikou!
- 1997 - Animetal Summer
- 1997 - Sentimetal
- 1997 - Animetal Lady Sanjou
- 1997 - Animetal Lady Kenzam
- 1997 - Shukuteki Kenzan!
- 1997 - The Juupongatana
- 1997 - Towa no Mirai
- 1998 - Yuuki no Arashi
- 2004 - The Animetal Re-Birth Heroes
- 2006 - For the Bravehearts Only!

### Animetal Lady
- Animetal Lady has Arrived!
- Animetal Lady has been Found!
- Animetal Lady Marathon
- 1998 - Animetal Lady Marathon II

### Video Clipes
- 2005 - Mahou Sentai Magiranger & Midnight Dekaranger
- 2005 - Makafushigi Adventure (Dragon Ball)
- 2006 - Uchuu Senkan Yamato

### Video (Dvd)
- 1997 - Animetalive
- 1998 - Animetal Live at Nissin Power Station 98
- 2002 - The Fourth Marathon
- 2004 - The Psycho Marathon
- 2006 - Songs for Everlasting Future
- 2006 - Decade of Bravehearts (Dvd Bonus)